# 魅惑のスタンダードポップス
『魅惑のスタンダードポップス』（みわくのスタンダードポップス）は、NHK衛星第2テレビジョンで放送された音楽番組である。毎月第4日曜日の午後7:30 - 8:58に放送されていたが、2010年2月28日でレギュラー放送は終了した。

## 概要
アメリカンポップスやジャズ・カンツォーネなど多様なジャンルのポップスの曲の数々をベテランと若手のゲストが歌い上げる。司会は井上順と新妻聖子が務めた。
ポップスの伝説
「ポップスの伝説」のコーナーにおいてはベテラン歌手をゲストに招き音楽の時代背景や歴史を語り、若手とのコラボレーションを行う。

## ゲスト出演者
ポップスの伝説
| 放送日         | ゲスト             |
| -------------- | ------------------ |
| 2008年5月25日  | 尾崎紀世彦         |
| 2008年6月22日  | 雪村いづみ         |
| 2008年7月27日  | 尾藤イサオ         |
| 2008年8月31日  | デューク・エイセス |
| 2008年9月28日  | 飯田久彦           |
| 2008年10月26日 | ムッシュかまやつ   |
| 2008年11月30日 | 山下敬二郎         |
| 2008年12月27日 | スパーク3人娘      |
| 2009年1月25日  | 坂本スミ子         |
| 2009年2月22日  | 北村英治           |
| 2009年4月26日  | 森山加代子         |
| 2009年5月31日  | ペギー葉山         |
| 2009年7月26日  | 菅原洋一           |
| 2009年8月30日  | スリー・グレイセス |
| 2009年9月27日  | 平尾昌晃           |
| 2009年10月25日 | 旗照夫             |
| 2009年12月20日 | 西城秀樹           |
| 2010年1月31日  | 上條恒彦           |

ゲスト出演
- 麻倉未稀
- アルベルト城間
- 石川禅
- 小野正利
- 清貴
- 久保木脩一朗
- 今陽子
- ささきいさお
- 庄野真代
- 鈴木綜馬
- 平山みき
- bless4
- 藤村俊二
- POPS11
- 前田美波里
- 村上ゆき
- meg
- 森口博子
- 山崎育三郎
- Rina
- Luxis
- 渡辺真知子